# India oriental
India Oriental o India del este es la región del subcontinente indio que comprende los estados de:
Bengala Occidental (salvo los distritos de Darjeeling, Jalpaiguri y Koch Bihar que pertenecen al Noreste de India), Bihar, Jharkhand y Orissa. Todos ellos forman parte de la India.

## Historia
Entre los siglos VIII y XII la zona fue territorio del Reino Pala, reino budista que extendió la fe vajrayana hasta el Sudeste asiático.
Los estados de Orissa y Bengala Occidental tienen muchas afinidades culturales y raciales con el vecino país de Bangladés y con el estado indio de Assam. De hecho, la actual Bengala Occidental y la Bengala Oriental (actual Bangladés) formaban la región etnolingüística de Bengala, hasta la partición de la India en 1947.